# Градска четврт
Градска четврт или  градски кварт, је део градског насеља. Четврт може постојати управно (одређена поделом од стране градске управе) или амбијентално (део са посебном и веома приметним обележјем).
Кварт се такође може односити на неадминистративни, али посебан кварт са сопственим карактером: на пример, слам кварт. Често се користи за округ повезан са одређеном групом људи: на пример, за неке градове се каже да имају јеврејске четврти, дипломатске четврти или боемске четврти.
Стари град Јерусалима тренутно има четири кварта: муслиманску четврт, хришћанску четврт, јеврејску четврт и јерменску четврт (а некада је имао и мароканску четврт). У Дамаску постоји и хришћанска четврт.

## Порекло назива
Порекло назива везано је за староримско урбано планирање нових градова. Већина новооснованих римских градова планирана је у виду четири дела исте величине и значаја, тј. четири четвртине (лат. Quarters), подељених двема главним улицама, Кардом (лат. Cardo, у правцу север-југ) и Декуманусом Максимусом (лат. Decumanus Maximus, у правцу исток-запад), које су на пресеку твориле форум - поплочан градски трг окружен портицима.

## Тумачење појма
Четврт може бити уређена управним путем, тј. може бити део подручне поделе градске управе (као „испостава“ градске власти). Овакав случај среће се у Пољској (пољ. dzielnica), Словенији (словен. četrt), Хрватској , Немачкој, Италији (итал. Quartiere), Француској (фр. Quartier). У Србији је појам четврти у овом смислу некада такође био у употреби.
Поред тога, четврт може бити гледана и шире суседство са посебним одликама, по чему је оно обично јединствено у граду. У овом случају обично постоји одређено обележје:
- према старости: стара градска четврт, нова четврт;
- према етничкој припадности становника: немачка четврт, европска четврт, колонијална четврт;
- према верској припадности становника: хришћанска четврт, Јеврејска четврт, муслиманска четврт. Веома добар пример је старо језгро Јерусалима, које је подељено на хришћанску, јерменску, јеврејску и муслиманску четврт;
- према степену и присуству сексуалних слобода: геј четврт, четврт црвених фењера;
- према економском нивоу становника: сиротињска четврт, четврт средње класе;
- према делатности становника/корисника: дипломатска четврт, универзитетска четврт, боемска четврт.

## Четврти у Србији
На простору Србије израз четврт је релативно нов појам и везује се за време и развој градова од почетка 19. века и прихватања европских традиција на тлу тадашње Кнежевине Србије.
Пре тога, у деловима под влашћу Османског царства је била присутна и османска „етничко-привредна“ подела на махале и чаршију. Док су махале биле стамбени делови града и махом везане за поједине етничке заједнице, дотле је чаршија била у његовом средишту и представљала је „привредни“ део града са трговином и занатством.
У Војводини су постојали крајеви у оквиру насеља (нпр. маџарски крај, рацки крај и сл.), који су најчешће били насељени посебним етничким заједницама, али нису обавезно били са искључиво једном наменом (становање или трговина, рецимо).